# Marion Scott
Marion Margaret Scott (Londres, 16 de juliol de 1877 - 24 de desembre de 1953) va ser una violinista, musicòloga, escriptora, crítica musical, editora, compositora i poeta.

## Biografia
Marion M. Scott va ser la més gran de tres filles, nascudes a Londres, de Sydney Charles Scott (1849-1936), un advocat i talentós pianista, i Annie Prince Scott (1853-1942), de nacionalitat americana, que es va criar a Sant Petersburg, Rússia, on el seu pare George Prince va aconseguir William Ropes and Company, un negoci mercantil familiar de Boston, Massachusetts. Nascuda a Lewisham, Marion Scott va ser educada en privat. Va passar la seva infància a Norwood on The Crystal Palace es va convertir en el centre de la seva primera vida. Els seus pares liberals, que eren activistes socials, van valorar les arts i van inscriure Scott a l'Escola d'Art Crystal Palace quan tenia uns quatre anys. Scott va començar classes de piano a una edat primerenca però va trobar que el seu professor era inspirador. Finalment va abandonar el piano per al violí, un instrument que creia que tenia una ànima. Als 15 anys, Scott estava interpretant regularment a Londres amb el seu pare com a acompanyant, guanyant elogis de públics i crítics. Els seus pares van comprar un violí Guadagnini per a ella.

### Carrera musical primerenca
Marion Scott va ingressar al Royal College of Music el 1896 per estudiar violí amb Enrique Fernández Arbós, piano amb Marmaduke Barton i composició amb Charles Villiers Stanford i Walford Davies. Va ser una de les primeres alumnes de Stanford, que també va incloure Mary J. A. Wurm i Katharine Ramsay (més tard la duquessa d'Athol). Scott va guanyar el seu ARCM el 1900 però va continuar la seva filiació amb el RCM fins a 1903. Va tornar a la universitat el 1906 quan, juntament amb la Dra. Emily Daymond i Aubrey Aiken Crawshaw, va fundar el Royal College of Music Student Union. Scott es va convertir en secretària de la Unió, posició equivalent a la de directora executiva. Va desenvolupar el popular "At Homes", que va oferir als estudiants una oportunitat de reunir-se per interpretar la seva música i socialitzar-se. Aquests esdeveniments es van celebrar sovint a l'elegant casita de la família Scott a Westbourne Terrace. Posteriorment, Scott va ser redactora de la Royal College of Music Magazine (1939-1944), portant-lo durant els difícils anys de guerra a la seva residència temporal a Bridgwater, on ella i la seva germana Stella havien anat amb la seva mare.
El 1908, Scott va fundar el seu propi quartet de corda, The Marion Scott Quartet, principalment per introduir la música britànica contemporània al públic de Londres. Els seus programes al Saló de l'Eoli van comptar amb noves obres de Stanford, Frank Bridge, James Friskin, Hubert Parry, William Hurlstone i altres, a més de la música antiga ocasional de Purcell i Arne i els seus contemporanis. En la seva innovadora programació Scott va presentar trios, quintets, cançons i conjunts vocals per proporcionar diversitat musical. Encara que va ser una violinista dotada, la seva mala salut va impedir que Scott continués una carrera com a artista de concert en solitari, però va continuar treballant com a músic fent recitals i tocant en orquestres, sovint com a líder, amb directors com Charles Stanford, Gustav Holst, Walter Parratt i Samuel Coleridge-Taylor. Les composicions de Scott, principalment les seves cançons i les seves obres de cambra, van rebre actuacions ocasionals, encara que cap d'elles va ser publicada. Va ser una de les primers compositores angleses modernes a escriure per a quartet de veu i corda.

### Carrera
Va tindre més èxit com escriptora i musicòlega que com compositora. L'escriptura va arribar fàcilment a Marion Scott com ho va fer a tots els membres de la seva família. De petita va produir una revista per a la seva difusió entre els seus amics. Va escriure versos i el 1905 va publicar la seva única col·lecció de poesia, Versos de violí (The Walter Scott Publishing Company, Londres). Alguns crítics van anomenar el volum com "encantador", els poemes "molt graciosos, enginyosos i sense filosòfics", mentre que uns altres els van trobar desiguals en la qualitat i pesats per "massa adjectius". El 1909, Scott va començar a publicar articles ocasionals sobre música als diaris londinencs, inclòs el Daily Express.
L'any 1910 va ser un any molt ocupat i productiu per a Scott. Va desenvolupar una sèrie de conferències sobre història i performance musicals i lliçons magistrals per composició, harmonia, orquestració i altres aspectes tècnics de la música que va oferir a organitzacions i clubs de tot Londres. Les seves conferències sobre temes com "L'Evolució de la Música Anglesa", "Cançons populars de les quatre carreres - Anglaterra, Escòcia, Gal·les, Irlanda" i "Música anglesa: L'herència del passat", van incloure pianistes i cantants que van il·lustrar la xerrada de Scott amb exemples musicals. Va ser col·laboradora habitual del suplement "The Chamber Music" de The Music Student, sovint col·laborant en articles amb la seva amiga compositora i pianista Katharine Eggar (1874-1961).
Sempre una pionera, Scott va obrir el camp de la crítica musical a les dones quan, el 1919, es va convertir en la corresponsal de Londres per The Christian Science Monitor. Scott va utilitzar aquesta poderosa posició per introduir i promocionar la música dels seus amics i col·legues regularment a Amèrica. A partir de 1919, el seu treball va aparèixer en Music and Letters, The Music Student, Music and Youth, The Musical Quarterly, The Listener, The Music Review, Record Musical mensual, Music Magazine, The Musical Times, Music Bulletin, Royal College of Music Magazine, Ràdio Times, Daily Telegraph, Observador i The Christian Science Monitor. Va acabar la seva associació amb The Christian Science Monitor el 1933.
A més dels seus assaigs, articles i crítiques, Marion Scott va escriure notes de programa per a la BBC Symphony Orchestra, l'Orquestra Haydn i per a la Royal Philharmonic Society, va lliurar papers a l'Associació Musical (ara l'Associació Musical Real), va produir transmissions per a la Revista de Música, i va escriure les entrades de Cobbett's Cyclopedic Survey of Chamber Music, el suplement de música de cambra de Cobbett i el diccionari de músics i músics de Grove. El 1938, el seu breu estudi sobre Mendelssohn es va afegir a la sèrie Novello de Biografies de Grans Músics.
Marion Scott va ser pionera a la música contemporània i defensora de les dones en la música. Va ser la força motriu de la fundació de la Society of Women Musicians (Societat de Dones Músiques), que va ser activa entre 1911-1972, amb les seves amigues Katherine Eggar i Gertrude Eaton (1861-1940), una cantant, redactora i reformadora de la presó, on les dones promourien un sentit de cooperació entre les dones en diferents àmbits de la música, proporcionarien oportunitats de rendiment i assessorament, i fins i tot ajudarien a les dones amb els aspectes pràctics del negoci del seu treball. Les dones fundadores i el seu Consell Provisional van deixar clar que la societat no tindria cap agenda política i que estaria oberta als homes, que podrien unir-se com a membres associats. La cantant i compositora Liza Lehmann (1862-1918) va ser la primera presidenta de Society of Women Musicians. Scott en va ser també presidenta entre 1915 i 1916. El 1918, la SWM havia guanyat una reputació tan envejable que el crític musical, l'editor i mestre Percy A. Scholes (1877-1958) va considerar que l'organització era "un model per als homes".
Scott es va establir com a autoritat internacional en Haydn, publicant desenes d'articles i estudis sobre ell entre els anys 1930 i 1952. Va publicar les seves pròpies edicions de la música de Haydn amb Oxford University Press; no obstant això, el seu llibre sobre la música de cambra de Haydn va quedar incomplet al moment de la seva mort. El seu massiu catàleg de Haydn va aparèixer al diccionari de música i músics del Grove el 1954. Marion Scott va publicar el seu únic llibre complet, Beethoven, el 1934 sota l'empremta J. M. Dent & Sons, Ltd., com a part de la sèrie Music Masters. Aquesta biografia il·lustrada de 343 pàgines continua sent un estudi clàssic de l'home i la seva música. El llibre es va reunir amb elogis tant crítics com públics, el seu grau de popularitat, subratllat pel fet que es va reimprimir diverses vegades. El seu llibre encara està en demanda avui i sovint és citat per escriptors contemporanis que discuteixen les perspectives metafísiques de la vida i el treball de Beethoven. El seu breu estudi sobre Mendelssohn va aparèixer més tard a la sèrie Novello de Biografies de Grans Músics.

### Ivor Gurney
El 1911, Marion Scott es va trobar amb el poeta i compositor Ivor Gurney (1890-1937), que va arribar al Royal College of Music de Gloucester com a estudiant de beques. Malgrat la diferència en l'edat i la posició social, van formar una amistat duradora. Quan Gurney va començar a escriure poesia durant la Primera Guerra Mundial, Scott ho va animar i va actuar com a director de negocis i editor, ja que va enviar un nombre creixent de poemes a casa del Front. Amb l'ajuda del compositor Thomas Dunhill (1877-1946), Scott va trobar un editor per al primer volum de poesia de Gurney, Severn i Somme (1917). Després de la guerra va seguir defensant la seva música i la seva poesia. Quan Gurney va ingressar l'Hospital Mental de la Ciutat de Londres el 1922 per una malaltia bipolar severa, Scott es va mantenir a prop d'ell, va tractar amb els seus metges, va prendre decisions sobre la seva cura, el va portar a viatges de dia i proporcionant suport financer. Va persuadir a la família de Gurney, en particular al seu germà menor Ronald, per enviar-li el que tenien de la música d'Ivor, poemes i cartes per a la seva custòdia. Després de la mort de Gurney el 1937, va obtenir el control total de la hisenda de Gurney a través de Cartes d'Administració. Va seguir defensant la seva música i la seva poesia fins a la seva mort per càncer de còlon el 1953.
Marion Scott va ser una força important a l'hora de reformar el paper de les dones en la música clàssica, en la promoció i la promoció del treball de diverses generacions de compositores i músiques britàniques. El seu treball pioner com a crítica musical i musicòloga va encoratjar a altres dones a treballar en camps prèviament tancats.